# Хассе, Петер
Петер Хассе дер Эльтере (1557 — 16 июня 1640, Любек, нем. Peter Hasse der Ältere, лат. Petrus Hasse) — немецкий композитор и органист. Представитель Северонемецкой органной школы.

## Биография
О ранних годах жизни ничего не известно. Возможно, учился у Яна Свелинка. В 1616 году стал органистом любекской Церкви Св. Марии после Германа Эбеля. Вместе с последующими органистами церкви, Францем Тундером и Дитрихом Букстехуде, способствовал тому, что Любек стал музыкальным центром Северной Германии.
Хассе также известен как педагог. Его сын, Николаус Хассе тоже стал органистом. Питер Хассе был прадедом композитора стиля рококо Иоганна Адольфа Хассе.
Из произведений Хассе сохранились два органных хорала, одна преамбула для органа, семиголосная месса и восьмиголосный мотет.